# Allen M. Davey
Allen Milburn Davey (* 15. Mai 1894 in Bayonne, New Jersey; † 5. März 1946 in Hollywood, Los Angeles) war ein US-amerikanischer Kameramann.

## Leben
Allen M. Davey wirkte ab 1916 als Kameramann in Hollywood. Fortan war er für viele verschiedene Filmstudios tätig, vorrangig jedoch bei der Fox Film Corporation. Anfang der 1930er Jahre legte er eine mehrjährige Berufspause ein, ehe er 1936 erneut ins Filmgeschäft einstieg. Er war auf Technicolor spezialisiert und arbeitete ab 1937 für das gleichnamige Unternehmen. So kam er auch als beratender Kameramann bei Filmklassikern wie Robin Hood, König der Vagabunden (1938), Der Zauberer von Oz (1939) und Duell in der Sonne (1946) zum Einsatz und führte Kameramänner wie Tony Gaudio und Harold Rosson, die bisher nur Schwarzweißfilme gedreht hatten, in das neue Farbfilm-Verfahren ein.
Nach seinem Wechsel zu MGM erhielt er 1939 zusammen mit Oliver T. Marsh einen Ehrenoscar für die Farbaufnahmen von W. S. Van Dykes Revuefilm Singende Herzen. In den Jahren darauf folgten vier Oscar-Nominierungen in der Kategorie Beste Kamera, unter anderem für das Filmmusical Es tanzt die Göttin (1944) mit Rita Hayworth und Gene Kelly. Er war zudem Mitglied der American Society of Cinematographers. Seine Karriere endete abrupt, als er 1946 im Alter von nur 51 Jahren an einem Herzinfarkt in Hollywood verstarb. Sein Grab befindet sich im Forest Lawn Memorial Park in Glendale. Sein Sohn gleichen Namens wurde ebenfalls Kameramann.

## Filmografie (Auswahl)
- 1925: Der Mann aus dem Steckbrief (Durand of the Bad Lands)
- 1937: The Man Without a Country (Kurzfilm)
- 1938: Singende Herzen (Sweethearts)
- 1939: Damals in Hollywood (Hollywood Cavalcade)
- 1940: Bitter Sweet
- 1940: Die Hölle der Südsee (Typhoon)
- 1941: Überfall der Ogalalla (Western Union)
- 1941: Allotria in Florida (Moon Over Miami)
- 1941: Bahama Passage
- 1943: Hello, Frisco, Hello
- 1944: Es tanzt die Göttin (Cover Girl)
- 1945: Polonaise (A Song to Remember)

## Auszeichnungen
Oscar
- 1939: Ehrenoscar zusammen mit Oliver T. Marsh für Sweethearts
- 1941: Nominierung in der Kategorie Beste Kamera zusammen mit Oliver T. Marsh für Bitter Sweet
- 1944: Nominierung in der Kategorie Beste Kamera zusammen mit Charles G. Clarke für Hello, Frisco, Hello
- 1945: Nominierung in der Kategorie Beste Kamera zusammen mit Rudolph Maté für Es tanzt die Göttin
- 1946: Nominierung in der Kategorie Beste Kamera zusammen mit Tony Gaudio für Polonaise